# Miloš Klimek
Miloš Klimek (ur. 20 maja 1924; zm. 5 listopada 1982) – słowacki piłkarz w reprezentacji Czechosłowacji.

## Kariera
Miloš Klimek grał od 1945 do 1948 w Koszycach jako napastnik na lewym skrzydle w drużynie piłkarskiej Jednota Košice (obecnie MFK Košice), która należała do I ligi czechosłowackiej w piłce nożnej. W 1948 roku został zmobilizowany do wojskowego klubu ATK Praha - Armádní tělovýchovný klub (obecnie FK Dukla Praha). Następnie grał od 1949 do 1950 w drużynie ZSJ Dynamo ČSD Košice (obecnie Lokomotíva Koszyce). W latach od 1946 do 1949 grał w reprezentacji Czechosłowacji.